# 納里尼奧港

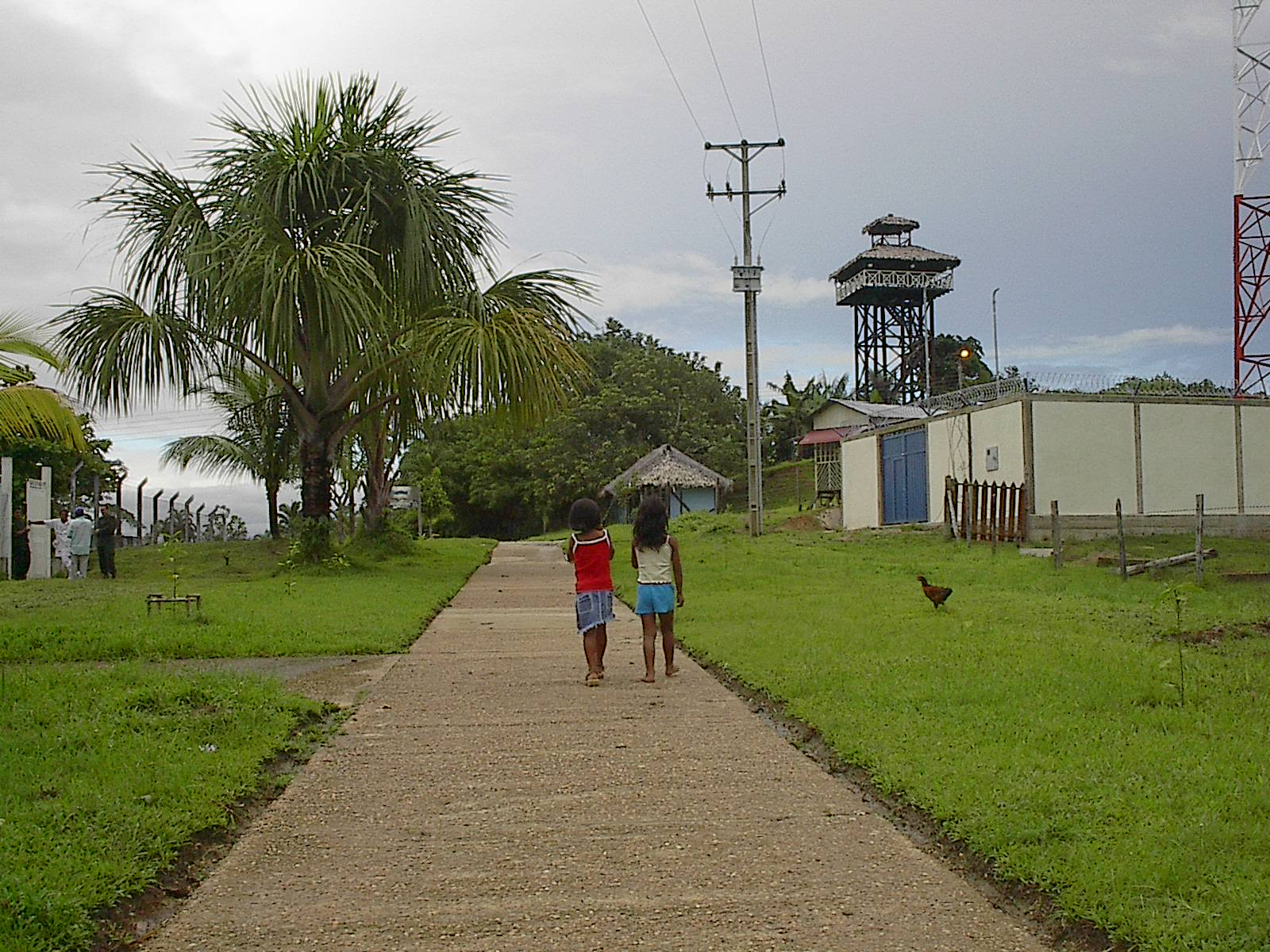

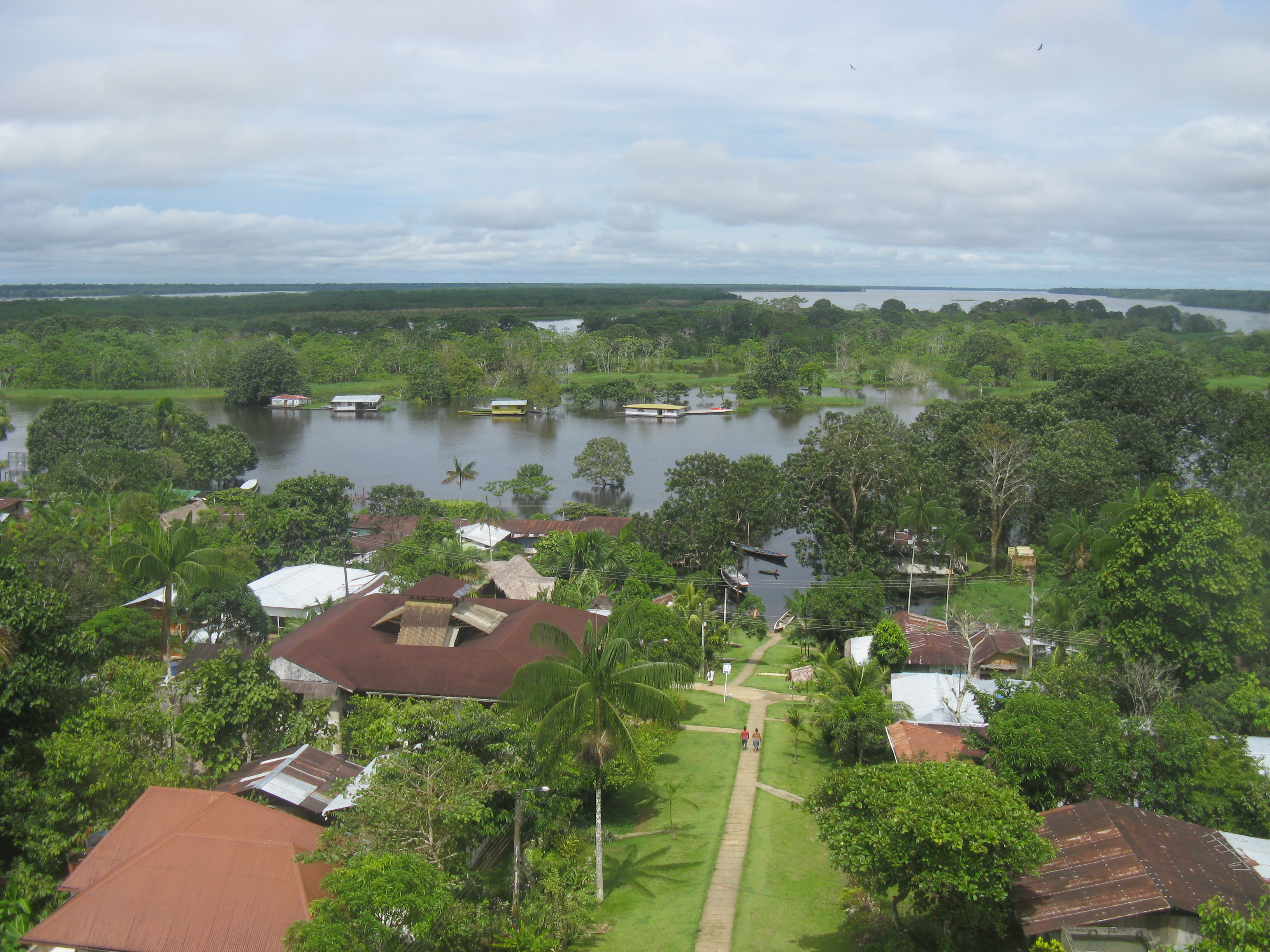

納里尼奧港是哥倫比亞的城鎮，位於該國南部，由亞馬孫省負責管轄，距離首府萊蒂西亞87公里，始建於1961年，面積1,071平方公里，海拔高度89米，2005年人口6,816。

## 外部連結
- Puerto Nariño official website （页面存档备份，存于）

3°46′24″S 70°22′55″W / 3.77333°S 70.38194°W